# والنتین گاپونتسیف
والنتین پاولوویچ گاپونتسف (روسی: Валентин Павлович Гапонцев؛ ۲۳ فوریهٔ ۱۹۳۹ – ۲۲ اکتبر ۲۰۲۱) میلیاردر روس–آمریکایی و مالک، بنیان‌گذار و مدیر عامل شرکت آی‌پی‌جی فوتونیکس بود.